# Holothuria michaelseni
Holothuria michaelseni is een zeekomkommer uit de familie Holothuriidae.
De wetenschappelijke naam van de soort werd in 1913 gepubliceerd door W. Erwe.